# Henri Rochereau
Henri Rochereau (Chantonnay, 25 marzo 1908 – Parigi, 25 gennaio 1999) è stato un politico francese.
Fu ministro e commissario europeo.
Il padre, Victor Rochereau, fu deputato della Vandea all'Assemblea nazionale della Francia dal 1914 al 1942.
Prima di entrare in politica, Rochereau lavorò in uno studio legale e poi in un'impresa di esportazioni.
Rochereau venne eletto al Senato nel 1949 in rappresentanza della Vandea. Rimase senatore fino al maggio 1959, quando venne nominato ministro dell'agricoltura nel governo guidato da Michel Debré. L'esperienza come ministrò terminò nell'agosto 1961.
Nel 1962 Rochereau venne indicato come membro della Commissione della CEE e gli venne assegnata la delega allo sviluppo dei paesi e dei territori d'oltremare. Rivestì tale incarico anche nella Commissione Rey tra il 1967 e il 1970.
Dal 1970 al 1986 Rochereau presiedette l'associazione dei grandi porti francesi.
Nelle elezioni presidenziali francesi del 1988 Rochereau sostenne la candidatura del politico di estrema destra Jean-Marie Le Pen.